# S.S. Wilson
S.S. Wilson (Oklahoma) is een Amerikaans tekstschrijver en regisseur van sciencefiction-programma's en -films. Daarnaast is hij samen met Nancy Roberts en Brent Maddock eigenaar van Stampede Entertainment.

## De weg naar Hollywood
Wilson had al van jongs af aan grote interesse in verhalen, sciencefiction, films en animatie. Als tiener begon hij met het maken van films, in het bijzonder animatiefilms. Gedurende zijn highschool-periode werden zijn projecten almaar groter en hij besloot om een opleiding cinematografie te volgen aan de Pennsylvania State Universiteit.
Tijdens zijn militaire dienst wendde hij zijn kennis aan om educatieve animatiefilms en televisieprogramma's voor de cadettenschool te maken. Na zijn dienstperiode ging Wilson naar de University of Southern California. Daar ontmoette hij Brent Maddock, met wie hij sindsdien samen scripts schrijft. Ze schreven in eerste instantie voornamelijk korte Looney Tunes-filmpjes.
Hun script voor de sciencefictionfilm Short Circuit opende de deuren naar Hollywood. Nadat deze film was uitgebracht schreven ze verscheidene scripts voor onder andere Steven Spielbergs filmproductiemaatschappij Amblin Entertainment.

## Stampede Entertainment
Eind jaren 80 bedacht Wilson het verhaal voor Tremors. Samen met Maddock werkte hij het uit tot een filmscript en hun agent – later zakenpartner – Nancy Roberts verkocht het. Tremors werd de eerste bioscoopfilm die Wilson en Maddock produceerden. De film kreeg overal ter wereld goede kritieken.
In 1991 richtten Wilson, Maddock en Nancy Roberts, samen met regisseur Ron Underwood productiemaatschappij Stampede Entertainment op. Het eerste project was Heart and Souls, voor Universal Pictures, dat werd geproduceerd door Roberts en geregisseerd door Underwood en waarvan Wilson en Maddock mede-schrijvers waren.
Wilson en Maddock schreven scripts voor de drie vervolgen op Tremors, Ghost Dad en Wild Wild West. Tremors 2 en Tremors 4 werden door Wilson geregisseerd. In 2003 produceerde Stampede Entertainment een dertiendelige televisieserie gebaseerd op de films. Wilson was hiervan uitvoerend producent en mede-schrijver.

## Filmografie
Hieronder een gedeeltelijke lijst van producties waaraan S.S. Wilson al dan niet in teamverband heeft meegewerkt.
- Recorded Live (1975) (bedenker, schrijver, tekenaar en regisseur)
- The Reference Section (1980) (schrijver)
- M.A.S.K. (1985) (schrijver)
- Short Circuit (1986) (schrijver)
- Tremors (1990) (bedenker, schrijver, assistent regisseur en producent)
- Ghost Dad (1990) (bedenker en schrijver)
- Heart and Souls (1993) (schrijver)
- Tremors 2: Aftershocks (1996) (schrijver en regisseur)
- Wild Wild West (1999) (schrijver)
- Tremors 3: Back to Perfection (2001) (schrijver en producent)
- Tremors 4: The Legend Begins (2004) (schrijver, regisseur en producent)